# Морозов, Александр Иванович (художник Российской империи)
Алекса́ндр Ива́нович Моро́зов (17 [29] мая 1835, Санкт-Петербург — 28 ноября [11 декабря] 1904, Санкт-Петербург) — русский живописец и график, представитель петербургского академизма пореформенной эпохи, ассоциируемый с окружением Ивана Крамского и первой волной передвижников; мастер жанровой и пейзажной картины, также работал как портретист и церковный декоратор. Участник «бунта четырнадцати» (в 1863), один из учредителей Санкт-Петербургской артели художников (с 1863) и Общества выставок художественных произведений (с 1874), экспонент Товарищества передвижников (в 1884–1889), член Общества русских акварелистов (с 1899; экспонент с 1886). Академик Императорской Академии художеств (с 1864).

## Биография
Морозов Александр Иванович — живописец народного быта и портретист, сын художника. Родился в Санкт-Петербурге в 1835 году. Учился в Императорской Академии художеств (1852—1863). Класс исторической живописи А. Т. Маркова. В течение учёбы неоднократно получал награды Академии художеств: две малые серебряные медали (1857), малую и большую серебряные медали (1858), малая золотая медаль (1861) за картину «Отдых на сенокосе». Окончил академический курс (1863) со званием классного художника 1-й степени, участник «Бунта четырнадцати».
Звание академика получил в 1864 году за картину «Выход из церкви, в провинции».
Кроме этой последней картины, наиболее удачными жанровыми произведениями Морозова признаны «Сельская бесплатная школа» (1872) и «После пожара» (1888).
На академических выставках в Санкт-Петербурге обращали на себя внимание публики некоторые из многочисленных портретов его работы, выполненных масляными красками (например, портреты молодого графа Апраксина и госпожи Корнилович) и акварелью. Из-под его кисти вышло также немало церковных образов. Одно время он давал уроки рисования в школе Общества поощрения художеств.

## Галерея работ

### В музеях
- Отдых на сенокосе[8] (1860)
- Отдых на сенокосе[6] (1861)
- Выход из церкви в Пскове[6] (1864)
- Сельская бесплатная школа[6] (1865)
- Летний день[6] (1878)
- За чаепитием[9]
(ранее 1904)
- Хозяйкины заботы[8]
(ранее 1904)

### В частных собраниях
- Пейзаж с деревьями[10] (1893)
- Пейзаж[10]
(ранее 1904)
- Перед свадьбой[10]
(ранее 1904)
- Бурное море у скалистого берега[10]
(ранее 1904)
- Стогование сена[10] (1891)
- Зимний пейзаж на закате[10]
(ранее 1904)
- Тройка[10]
(ранее 1904)